# Champion (Nowy Jork)
Champion – miasto w Stanach Zjednoczonych, w stanie Nowy Jork, w hrabstwie Jefferson.